# 持木町
持木町（もちきちょう）は、鹿児島県鹿児島市の町。郵便番号は891-1542。人口は95人、世帯数は59世帯（2020年4月1日現在）。
かつては隣接する野尻（現在の野尻町）のうちであり「乙野尻」とも呼ばれた。1950年（昭和25年）10月1日に大字野尻のうち持木の区域を以て新たに町として設置された。

## 地理

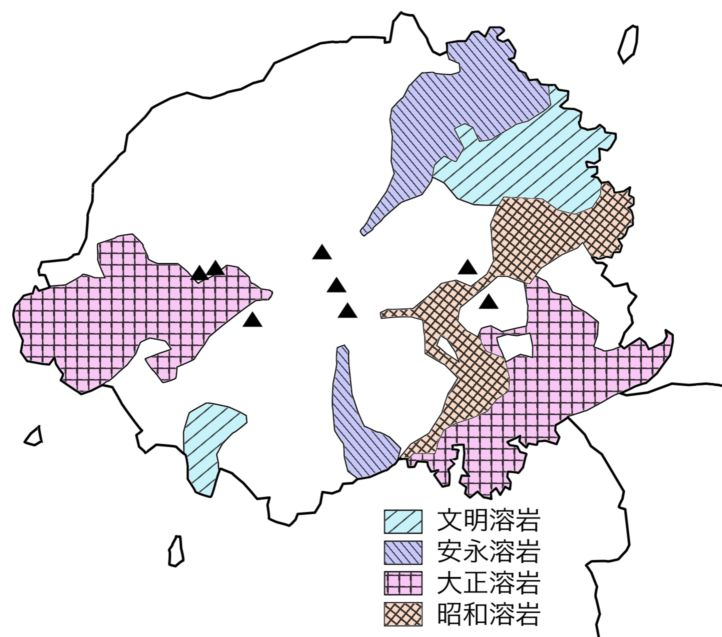
持木町全体が文明溶岩に覆われている

桜島の南西部に位置する。持木町付近には文明噴火で噴出した溶岩が広がっており、クロマツの植林地が広がっている。町域の東方には東桜島町、西方には野尻町がそれぞれ接しており、南方には鹿児島湾に面している。
町域の南端に国道224号が東西に通っている。集落の多くが海岸側にあり、ビワやミカンの栽培がおこなわれている。

### 自然公園・自然保護地区
持木町の一部は国立公園である霧島錦江湾国立公園の区域に指定されており、特別区域特別保護地区（桜島山頂）・第1種特別地域（桜島南斜面・燃崎）・第3種特別地域（桜島南西麓）から構成される。

### 河川
- 持木川[8]
桜島南岳を源流として南西流する水無川である[12]。

### 町名の由来
安永大噴火後の安永6年の大洪水によって野尻村の区域が埋没したことから、野尻村の住民が現在の持木町の区域に疎開した際にこの付近の字名について協議していたところ、なかなかまとまらず「餅をつきかけてきたもんに」と叫んだことから、「もっちき」がよかろうと言うこととなり、乙野尻の俗称として「もちき」と呼ばれ文書上では「持木」と書かれることとなったという説がある。

## 歴史
1950年（昭和25年）10月1日に東桜島村が鹿児島郡伊敷村とともに鹿児島市に編入された。同年10月18日に鹿児島県公報に掲載された鹿児島県の告示である「 鹿兒島市の一部大字の變更」により、東桜島村が鹿児島市に編入された10月1日に大字野尻（現在の野尻町）のうち持木の区域を以て新たに鹿児島市の町「持木町」が設置された。
1963年（昭和38年）11月6日には桜島の南岳の噴火により持木町などの区域で山火事が発生した。また持木町を流れる水無川である持木川では土石流が数度にわたり発生しており、1974年（昭和49年）6月17日には車一台が流出し、1981年（昭和56年）10月5日には土石流氾濫、1982年（昭和57年）7月24日には持木橋流失の被害を受けている。

### 町域の変遷
| 変更後         | 変更年             | 変更前                 |
| -------------- | ------------------ | ---------------------- |
| 持木町（新設） | 1950年（昭和25年） | 大字野尻中持木（全域） |

## 人口
以下の表は国勢調査による小地域集計が開始された1995年以降の人口の推移である。
| 年                 | 人口 |
| ------------------ | ---- |
| 1995年（平成7年）  | 222  |
| 2000年（平成12年） | 198  |
| 2005年（平成17年） | 188  |
| 2010年（平成22年） | 154  |
| 2015年（平成27年） | 106  |

## 施設

### 公共
- 持木町公民館

### 寺社
- 山宮神社[22]

## 小・中学校の学区
市立小・中学校に通う場合、学区（校区）は以下の通りとなる。
| 町丁   | 番・番地 | 小学校                 | 中学校                 |
| ------ | -------- | ---------------------- | ---------------------- |
| 持木町 | 全域     | 鹿児島市立東桜島小学校 | 鹿児島市立東桜島中学校 |

## 交通

### 道路
一般国道
- 国道224号

### 港湾
- 桜島港
  - 湯之持木地区（避難港（3番）[24]）